# Oncocnemis exacta
Oncocnemis exacta är en fjärilsart som beskrevs av Hugo Theodor Christoph 1887. Oncocnemis exacta ingår i släktet Oncocnemis och familjen nattflyn. Inga underarter finns listade i Catalogue of Life.